# Mu Arae e
Mu Arae e, обозначавана още като HD 160691 e и официално наречена Санчо, е екзопланета, обикаляща около звездата Mu Arae в съзвездието Аra (Жертвеник).
Планетата има 1,814 пъти масата на Юпитер, а орбиталният ѝ период е  4205,8 ( ± 758,9 )  дни. Откриването на тази планета е обявено през 2006 г.
Mu Arae e е газов гигант без твърда повърхност. Планетата обикаля на 5,235 астрономически единици от звездата си, което е близко като отделечение на орбитата на Юпитер от Слънцето.  Планетата е твърде студена, за да поддържа течна вода на повърхността си. Възможно е обаче да има среда с по-високи температури на някои от потенциалните ѝ луни.